# Koningsdagconcert
Het Koningsdagconcert is een speciaal concert in Nederland dat ter gelegenheid van Koningsdag wordt gegeven. Tot 2013 vond het concert, toen nog Koninginnedagconcert, in Paleis Noordeinde plaats, sinds 2014 in de provincie waar Koningsdag gevierd wordt. Sinds 2015 vindt het concert bovendien plaats in de stad die op Koningsdag door koning Willem-Alexander wordt bezocht. Het concert vindt een week voor Koningsdag plaats en wordt op Koningsdag zelf uitgezonden.
De traditie is ingezet in 1985 toen prins Claus voorzitter van het Jaar van de Muziek was. Het idee werd toen geboren om elk jaar in de balzaal van Paleis Noordeinde een concert te organiseren. Het concert is toegankelijk voor een zeer select gezelschap, maar wordt wel altijd uitgezonden door de NOS, zodat ook niet-genodigden het concert kunnen volgen. De koning stelt zelf de gastenlijst samen.
Meestal wordt klassieke muziek ten gehore gebracht. In 2001 kreeg echter Joop Stokkermans de opdracht een programma met lichtere muziek samen te stellen, dat door Jasperina de Jong, Liesbeth List, Boudewijn de Groot en Herman van Veen werd uitgevoerd.
Ook het Residentieorkest geeft jaarlijks een Koningsdagconcert. Veel andere optredens die op of rond Koningsdag plaatsvinden, krijgen dan ook de naam Koningsdagconcert mee, of het nu gaat om een optreden van de plaatselijke harmonie of een orgelrecital in de Grote kerk van Zwolle.